# Jacques le fataliste et son maître (téléfilm)
Pour l’article homonyme, voir Jacques le fataliste et son maître.
Pour plus de détails, voir Fiche technique et Distribution.
Jacques le fataliste et son maître est un téléfilm français réalisé par Claude Santelli, diffusé le 19 décembre 1984 sur A2.
Ce film a bénéficié du soutien du ministère de la Culture.
Introduction : Jacques le Fataliste, que Diderot (1713-1784) mit vingt ans à écrire, parallèlement à ses travaux sur l’Encyclopédie, aborde à travers le mélange des tons et des genres le problème du bonheur et de la création romanesque.
Le film montre les péripéties, d'un valet qui entreprend de faire à son maître le récit de ses amours.

## Synopsis
Jacques (Patrick Chesnais) et son maître (Guy Tréjan) chevauchent à travers la campagne : un voyage mystérieux entrecoupé d’aventures, au gré de leurs rencontres et des auberges qui les accueillent. Parallèlement, Jacques raconte à son maître comment il a connu la belle Denise (Marie-Christine Rousseau) après les multiples hasards qui ont suivi l’épisode de la bataille de Fontenoy. Dans les coulisses de cette histoire, le narrateur lui-même (François Périer) commente, interrompt, oriente son récit entre deux apostrophes au spectateur.

## Fiche technique
- Réalisateur : Claude Santelli
- Scénario : Claude Santelli, d'après l'œuvre de Denis Diderot
- Adaptation : Claude Santelli
- Coproduction Antenne 2 et la Société française de production
- Dates de diffusion : le 19 décembre 1984.
- Durée :

## Distribution
- Patrick Chesnais : Jacques
- Guy Tréjan : le maître
- François Périer : Denis Diderot
- Henri Virlojeux : M. Gousse
- Catherine Frot : Sophie
- Rosette : Agathe
- Arlette Gilbert : Jeanne
- Catherine Samie : l'hôtesse du "Grand cerf"
- Marie-Christine Rousseau : Denise
- Magali Renoir : la paysanne
- Yves Pignot : le paysan
- Maurice Chevit : l'hôte
- Jean-Pierre Klein : Saint-Ouin

## Critiques
Journal TV de l'époque (19 décembre 1984) :
"Une adaptation très intéressante d’une œuvre dont la modernité de ton et de conception passe bien à l’écran. À noter : la brillante interprétation du trio Chesnais-Tréjan-Périer."

Télérama no 2721 page 153 (rediffusion du téléfilm du 14 mars 2002) :
" L'adaptation qu'a faite Claude Santelli de Jacques est d'une intelligente fidélité. Rien ne lui a échappé de l'extraordinaire vitalité de Diderot, de ses audaces, de ses paradoxes, de son humour, de sa sensibilité, de sa vigueur, de son mépris pour ce qu'on nomme le " bon " et le " mauvais " goût, de son appétit de savoir, de son désir de communiquer, de ses malices libertines, de sa sentimentalité. Rien de cette quête éperdue du bonheur, traqué sous toutes ses formes, publiques et privées. Santelli a eu l'intuition juste : celle de se laisser emporter par l'ouragan Diderot sans chercher à finasser ou à faire de la philosophie sur la philosophie.
Rien n'arrête le mouvement de son film, pas un plan de complaisance, pas une coquetterie d'auteur : Diderot en prise directe. Les comédiens suivent sans se faire prier : Patrick Chesnais dans la franche impertinence, à l'extrême bord de la révolte, Guy Tréjan dans l'inquiétude encore souriante d'une noblesse qui ne parvient plus à croire en ses valeurs et paraît trop lasse pour en inventer de nouvelles ; François Périer enfin, en Diderot tout émerveillé de cette histoire qui paraît le pousser bien plus qu'il ne l'invente et qu'il aimerait peut-être ne voir jamais finir. Il ne manque finalement qu'une chose pour que ce Jacques le Fataliste soit tout à fait à la hauteur de son modèle. Une chose si rare qu'on ne saurait faire grief à quiconque d'en manquer : le génie. Santelli possède un grand et beau talent, sincère, honnête : exactement ce qu'il fallait pour servir le maître fou Diderot sans devenir son valet..."

## Récompenses
Les 7 d'or 1984 :
Meilleur téléfilm / Meilleur film de télévision :
Claude Santelli pour Jacques le fataliste et son maître.
Meilleur réalisateur de Fiction :
Claude Santelli pour Jacques le fataliste et son maître.